# NGC 6696
NGC 6696 ist eine Spiralgalaxie vom Hubble-Typ S im Sternbild Drache am Nordsternhimmel. Sie ist schätzungsweise 354 Millionen Lichtjahre von der Milchstraße entfernt.
Das Objekt wurde am 17. Juni 1884 von Lewis Swift entdeckt.